# Toni Soler
Pour les articles homonymes, voir Soler.
 (octobre 2022).
La mise en forme du texte ne suit pas les recommandations de Wikipédia : il faut le « wikifier ».
Les points d'amélioration suivants sont les cas les plus fréquents :
- Les titres sont pré-formatés par le logiciel. Ils ne sont ni en capitales, ni en gras.
- Le texte ne doit pas être écrit en capitales (les noms de famille non plus), ni en gras, ni en italique, ni en « petit »…
- Le gras n'est utilisé que pour surligner le titre de l'article dans l'introduction, une seule fois.
- L'italique est rarement utilisé : mots en langue étrangère, titres d'œuvres, noms de bateaux, etc.
- Les citations ne sont pas en italique mais en corps de texte normal. Elles sont entourées par des guillemets français : « et ».
- Les listes à puces sont à éviter, des paragraphes rédigés étant largement préférés. Les tableaux sont à réserver à la présentation de données structurées (résultats, etc.).
- Les appels de note de bas de page (petits chiffres en exposant, introduits par l'outil «  Source ») sont à placer entre la fin de phrase et le point final[comme ça].
- Les liens internes (vers d'autres articles de Wikipédia) sont à choisir avec parcimonie. Créez des liens vers des articles approfondissant le sujet. Les termes génériques sans rapport avec le sujet sont à éviter, ainsi que les répétitions de liens vers un même terme.
- Les liens externes sont à placer uniquement dans une section « Liens externes », à la fin de l'article. Ces liens sont à choisir avec parcimonie suivant les règles définies. Si un lien sert de source à l'article, son insertion dans le texte est à faire par les notes de bas de page.
- La présentation des références doit suivre les conventions bibliographiques. Il est recommandé d'utiliser les modèles {{Ouvrage}}, {{Chapitre}}, {{Article}}, {{Lien web}} et/ou {{Bibliographie}}. Le mode d'édition visuel peut mettre en forme automatiquement les références.
- Insérer une infobox (cadre d'informations à droite) n'est pas obligatoire pour parachever la mise en page.

Pour une aide détaillée, merci de consulter Aide:Wikification.
Si vous pensez que ces points ont été résolus, vous pouvez retirer ce bandeau et améliorer la mise en forme d'un autre article.
 (octobre 2022).
Si vous disposez d'ouvrages ou d'articles de référence ou si vous connaissez des sites web de qualité traitant du thème abordé ici, merci de compléter l'article en donnant les références utiles à sa vérifiabilité et en les liant à la section « Notes et références ».
Antoni Soler i Guasch (Figueras, 4 juin 1965), mieux connu sous le nom de Toni Soler, est un journaliste, écrivain, producteur de radio et de télévision catalan. Il est directeur de l'émission Polònia sur TV3. Il est actuellement le présentateur de l'émission Està passant, diffusée sur TV3.

## Biographie
Fils de l'écrivain Carme Guasch et frère de l'écrivain Sílvia Soler, il grandit à Badalone, commençant très jeune à collaborer dans les médias locaux. Plus tard, il a travaillé dans les journaux catalan Avui et El Observador, toujours en tant que rédacteur politique catalan. Il a étudié l'histoire à l'université de Barcelone.

### Radio
En 1995, il rejoint l'équipe de l'émission El Terrat (Ràdio Barcelona), présentée par Andreu Buenafuente, en tant que scénariste. En 2000, il a lancé l'émission Minoria Absoluta (RAC 1), qui a remporté six ans plus tard les prix de la ville de Barcelone et de l'Ondas pour la meilleure émission de radio en Espagne.

### Télévision

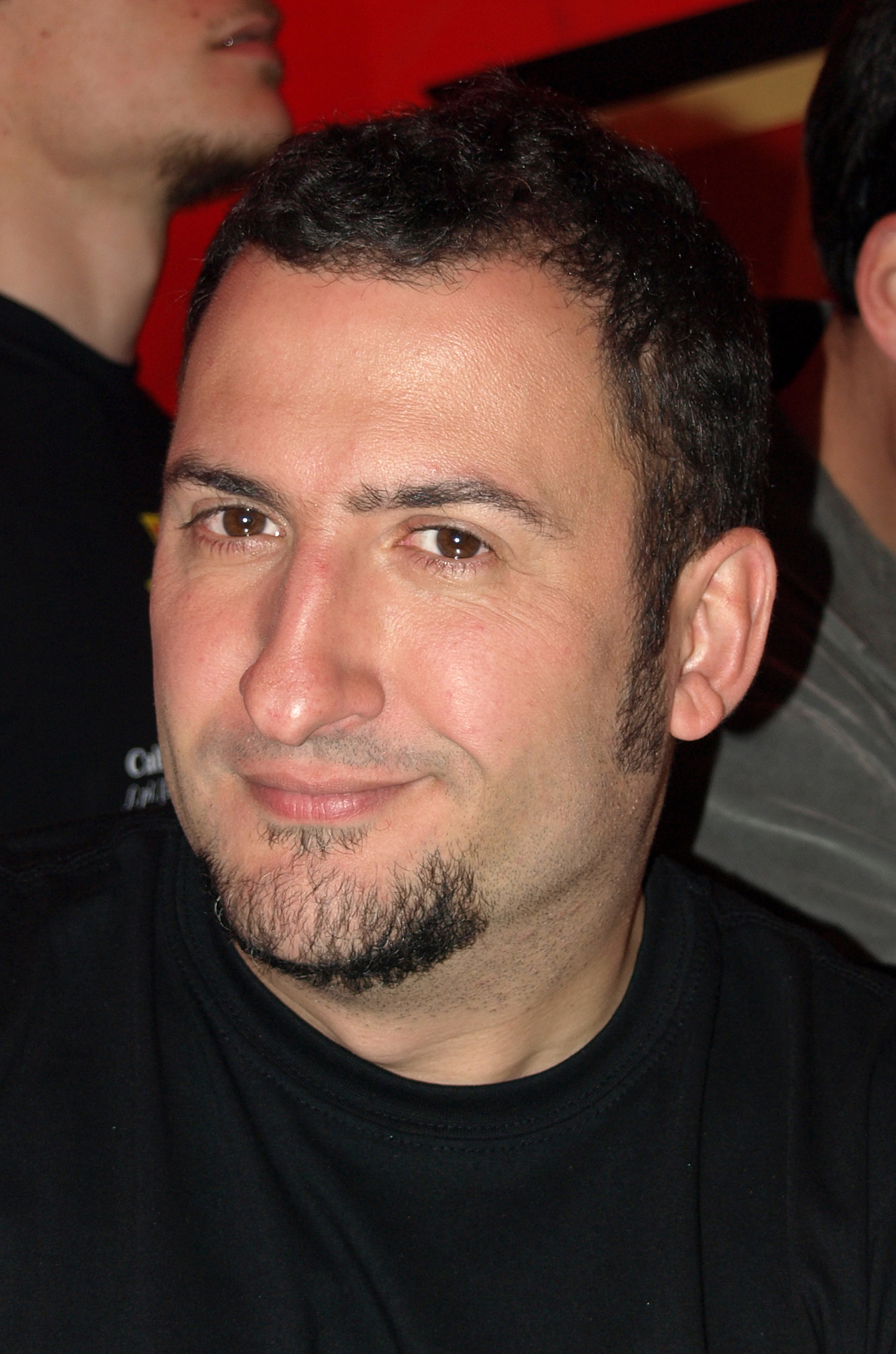

Sa collaboration avec Andreu Buenafuente à la radio se poursuit sur TV3 : d'abord comme scénariste des programmes Sense títol et Bonic vespre puis comme réalisateur et présentateur de Malalts de tele (1997-2000), une parodie et une émission d'actualité à la télévision. Pour son travail sur ce programme, il a remporté le prix Ondas en 1998 pour le programme le plus innovant.
Soler a essayé de transférer le succès radiophonique de la satire politique de Minorité absolue à la télévision avec des programmes tels que Set de notícies ou Set de nit, tous deux à la télévision publique catalane. À la télévision publique espagnole, c'était l'émission présentée par Julia Otero, Las cerises, dans laquelle elle cherchait une place pour la satire politique et sur Antena 3, c'était Mire you. Mais le grand succès est venu en 2006 avec la satire de la politique catalane : Polònia.
Polònia doit son titre au fait que certains Espagnols, ne comprenant pas le catalan et le considérant comme une langue étrangère, qualifient les Catalans de Polonais. Le programme a reçu un excellent accueil du public et diverses récompenses, telles que les Protagonists, Ondas et Radio and Television Academy Awards.
En 2008, après le succès de Polònia, il décide de transférer le format dans le monde du football avec Crackòvia (TV3). Un an plus tard, avec ses coéquipiers Queco Novell et Manel Lucas, il crée la société de production Minoria Absoluta, qui capital récemment augmenté. En 2010, la société de production a créé, sur Antena 3, une émission satirique sur le monde rose et le cœur présentée par Àngel Llàcer et intitulée La escobilla nacional.
Depuis septembre 2017, il présente, avec Jair Domínguez, Està Passant sur TV3.

### Militantisme indépendantiste
Soler a manifesté à de nombreuses fois son soutien à l'indépendance de la Catalogne.